# Атје су Лаон
Атје су Лаон (фр. Athies-sous-Laon) насеље је и општина у североисточној Француској у региону Пикардија, у департману Ен (Пикардија) која припада префектури Лаон.
По подацима из 2011. године у општини је живело 2.631 становника, а густина насељености је износила 170,4 становника/km². Општина се простире на површини од 15,44 km². Налази се на средњој надморској висини од 72 метара (максималној 87 m, а минималној 64 m).

## Демографија
| 1962. | 1968. | 1975. | 1982. | 1990. | 1999. | 2011. |
| ----- | ----- | ----- | ----- | ----- | ----- | ----- |
| 1.255 | 1.603 | 1.894 | 2.081 | 2.128 | 2.132 | 2.631 |

График промене броја становника у току последњих година